# Ursula Aarburg
Ursula Aarburg (* 13. Januar 1924 in Lübeck; † 15. Mai 1967 in Bremen) war eine deutsche Musikwissenschaftlerin und Fachfrau für Minnesang und Troubadourlyrik.
Aarburg studierte Musikwissenschaft und Germanistik in Frankfurt am Main. Hier wurde sie mit einer Dissertation über die Singweisen des Blondel de Nesle promoviert. Sie schrieb zahlreiche Aufsätze über Minnesang und Troubadourlyrik.

## Publikationen
- Singweisen zur Liebeslyrik der deutschen Frühe (Beiheft zu H. Brinkmanns Textausgabe LII, Düsseldorf 1956, 2. Auflage)
- Melodien zum frühen deutschen Minnesang (Zeitschrift für deutsches Altertum und deutsche Literatur LXXXVII, 1956/1957)
- Muster für die Edition mittelalterlicher Liedmelodien (Mf X. 1957)
- Wort und Weise im Wiener Hofton (Zeitschrift für deutsches Altertum und deutsche Literatur LXXXVIII, 1957/1958)
- Die Laissenmelodie zu „Aucassin et Nicolette“ (Mf XI, 1958)
- Walther Goldene Weise (Mf XI, 1958)
- Ein Beispiel zur mittelalterlichen Kompositionstechnik. Die Chanson R. 1545 von Blondel de Nesle und ihre mehrstimmigen Vertonungen (AfMw XV, 1958)
- Kritische Bemerkungen zur mittelalterlichen Liedforschung (Jahrbuch für Liturgik und Hymnologie IV, 1958/1959)
- Verzeichnis der im Kolmarer Liedercodex erhaltenen Töne und Leiche (Fs. H. Besseler, Leipzig 1961)